# Elina (Rose)
Die auch kletternde hellgelbe Teehybride Elina wurde vom irischen Rosenzüchter Dickson 1983 aus der Floribundarose Nana Mouskouri (Dickson 1975) und der Teehybride Lolita (Kordes 1972) gekreuzt. Sie ist unter dem Namen DICjana registriert und wird auch als Peaudouce (dt. süße Haut) gehandelt.

## Beschreibung
Ihre edlen, leicht duftenden, stark gefüllten Blüten mit 17 bis 25 Blütenblättern haben einen durchschnittlichen Durchmesser von 15 cm (6"). Ihre Farbe wird vom Wetter beeinflusst und reicht von zitronengelb in kühlen Gebieten wie ihrer Heimat zu cremeweiß unter wärmeren Bedingungen. Die über die ganze Saison erscheinenden Blüten sind sehr witterungsbeständig. Sie wachsen in Büscheln auf kräftigen Stielen und sind gut als Schnittblumen geeignet. 
'Elina' hat dichtes, glänzendes Laub und erreicht eine Wuchshöhe von etwa 70 bis 120 cm (28" bis 4'), sowie eine Breite von 75 bis 80 cm (30" bis 31"). Die Rose ist sehr robust und frosthart (USDA Zone 7b), aber etwas Mehltau-anfällig. 1987 erhielt Elina die ADR-Auszeichnung (Allgemeine Deutsche Rosenneuheitenprüfung), die für gesunde, robuste Rosen vergeben wird. 2006 wurde Elina zur Weltrose gewählt.

## Auszeichnungen
- Weltrose 2006
- Gold, den Haag, 1995
- James Mason Medal 1994
- ADR-Rose 1987
- New Zealand Gold Star of the South Pacific 1987